# John Charles Melliss

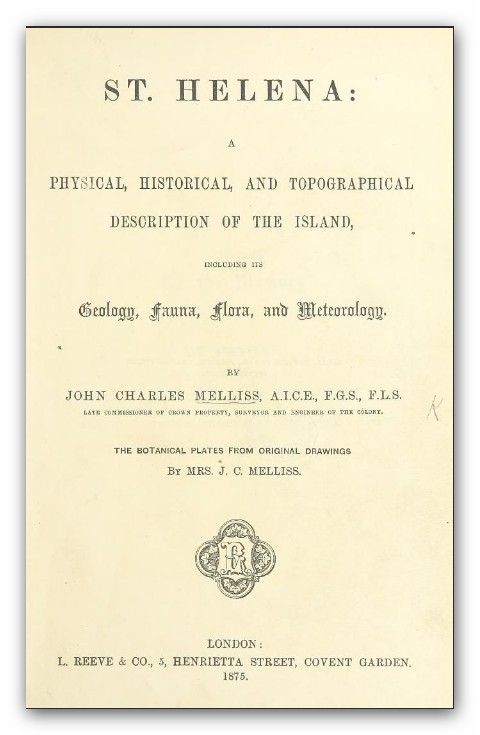
Buchtitelblatt (1875)

John Charles Melliss (* 1835 auf St. Helena; † 1910 Hampstead (London)) war ein britischer Naturforscher und Bauingenieur.

## Leben und Wirken
John Charles Mellis wurde auf der Insel St. Helena im Südatlantik als Sohn eines Offiziers der St.-Helena-Artillerie geboren. Nach der Ausbildung zum Ingenieur diente er als Offizier bei den Pionieren der „Royal Engineers“ und war von 1860 bis 1871 bei der Regierung der Insel angestellt. Anschließend ging er nach London und gründete dort 1878 die Firma „J. C. Melliss and Company“, die bis heute als „Melliss LLP“ im Bauingenieurwesen tätig ist.
1875 veröffentlichte er, gemeinsam mit seiner Frau, einer Biologin, das Buch St. Helena: A Physical, Historical and Topographical Description of the Island, including the Geology, Fauna, Flora and Meteorology, das bis heute als eines der umfassendsten Werke zur Naturgeschichte der Insel gilt.

## Ehrungen
Der englische Botaniker Joseph Dalton Hooker benannte zu seinen Ehren eine auf St. Helena endemische Pflanzengattung „Mellissia“.
1975 wurde eine Serie von Briefmarken zum hundertjährigen Jubiläum seines Buches veröffentlicht.